# Calypso Rose

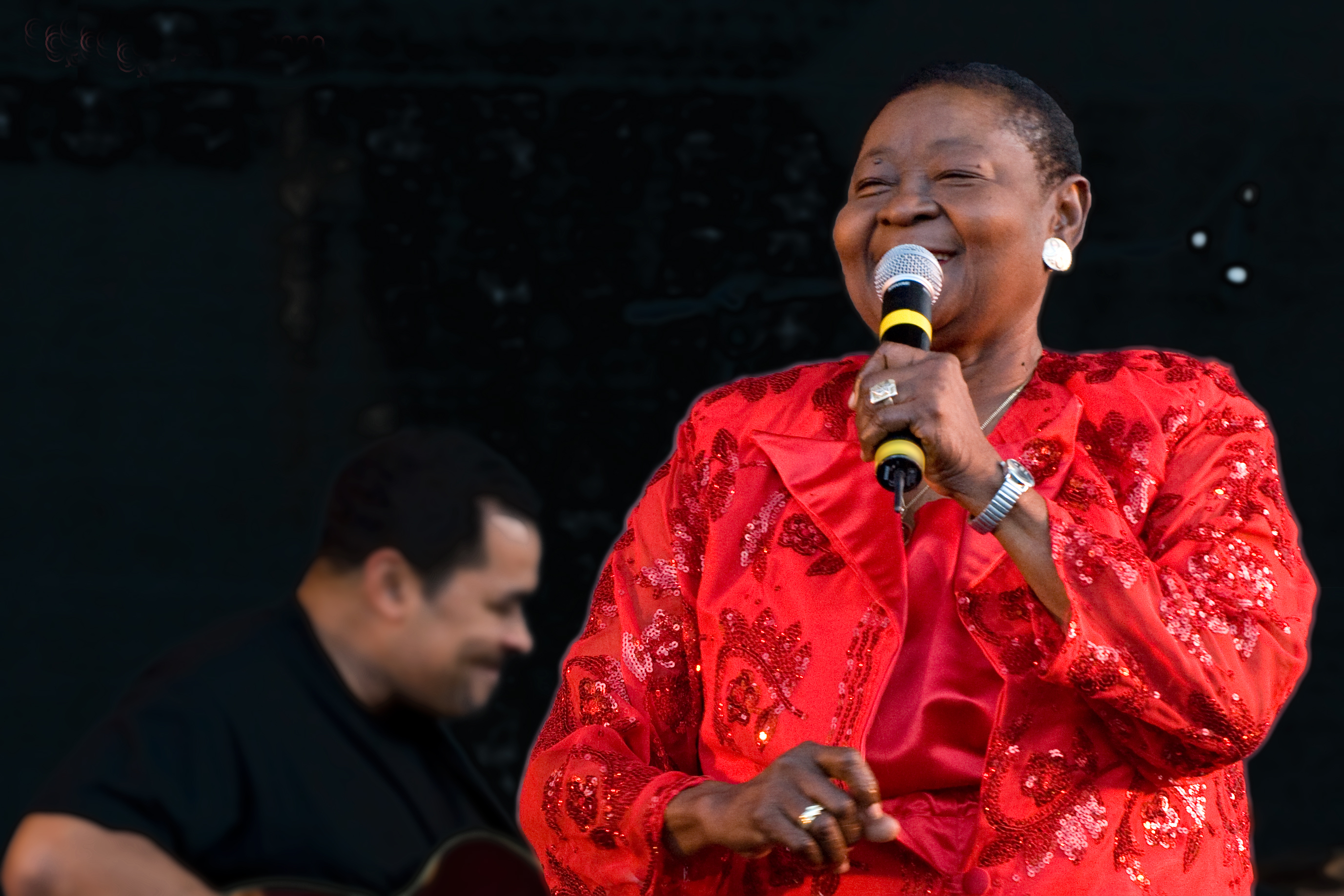
Śpiewająca Calypso Rose

Calypso Rose, właśc. McArthy Lindy Sandy-Lewis (ur. 27 kwietnia 1940) – trynidadzko-tobagijska piosenkarka. Pisanie piosenek rozpoczęła w wieku 15 lat i napisała ich ponad 800. W 1966 napisała piosenkę Fire in Me Wire, która od tamtej pory stała się hymnem Calypso. Wygrała Calypso Crown i Road March w 1978, Sunshine Award w 1989, Trinidad i Tobago Hummingbird Medal w 2000.

## Dyskografia
- Trouble
- Pan in Town
- Stepping Out
- Soca Explosion
- Jump with Power
- Soca Diva
- Dedication
- Leh We Punta